# Морские динозавры: Путешествие в доисторический мир
Морские динозавры: Путешествие в доисторический мир (англ. Sea Rex: Journey to a Prehistoric World) — документальный фильм, снятый в 2010 году режиссёром Ронаном Шапаленом. Фильм доступен также в формате 3D.

## Сюжет
В начале фильма говорится о том, как в 1770 году в каменоломнях Маастрихта, Нидерланды на глубине 27 метров под землей обнаружили череп неизвестного существа, которое позже окрестили неизвестное животное из Маастрихта.
Далее сюжет разворачивается в наши дни. Любознательная девочка Джули смотрит на большой аквариум с рыбами. К ней подходит неизвестный учёный, который и будет рассказывать на протяжении фильма. 65 млн лет назад рептилии правили всей Землёй и вымерли. Человек говорит, когда вымерли динозавры, и когда появились люди, и, наконец, когда появилась жизнь и сама Земля. Всё это представляется на циферблате часов.
Просматривается 3 отряда морских рептилий: ихтиозавры (миксозавры, шонизавры, офтальмозавры), плезиозавры (Эласмозавры, лиоплевродоны, кронозавры, ромалеозавры) и мозазавры (прогнатодоны). Каждый отряд доминировал в определённый период: ихтиозавры — триасовый, плезиозавры — юрский, и мозазавры — в меловой. Впоследствии окажется, что этот человек — не кто иной, как Жорж Кювье — основатель современной палеонтологии.

## Показанные животные
- Танистрофей
- Миксозавр
- Шонизавр
- Паразауролоф
- Плакодонты
- Кетцалькоатль
- Аммониты
- Офтальмозавр
- Лиоплевродон
- Лидзихтис
- Эласмозавр
- Кронозавр
- Ромалеозавр
- Кретоксирина
- Прогнатодон
- Мозазавр
- Ксифактинус
- Мегалозавр
- Брахиозавр
- Стегозавр
- Архелон